# ليليا أخايموفا
ليليا إيغوريفنا أخايموفا (الروسية:Лилия Игоревна Ахаимова ، من مواليد 17 مارس 1997) لاعبة جمباز فنية روسية مثلت اللجنة الأولمبية الروسية في دورة الألعاب الأولمبية الصيفية 2020 وفازت بميدالية ذهبية في حدث الفريق. حصلت على الميدالية الفضية العالمية مرتين مع المنتخب الروسي (2018 ، 2019).